# Тверда цукерка
«Тверда цукерка» — американський трилер 2005 року з Елліотом Пейджом і Патріком Вілсоном у головних ролях.

## Сюжет
У чаті Lensman319 і Thonggrrrl14 домовляються про зустріч. У кафе приходить дівчина-підліток Гейлі та 32-річний чоловік Джефф. Він запрошує нову знайому до себе додому.
Кімната Джеффа прикрашені фотографіями неповнолітніх дівчат. Гейлі пригощає чоловіка коктейлем, після якого він непритомніє. Головний герой прокидається прив'язаним до стільця, а дівчина пояснює, що підозрює його в педофілії. Шукаючи докази, вона знаходить все більше фото неповнолітніх. Джеффу вдається сильно вдарити Гейлі, але та душить його. Після повернення свідомості головний герой лежить на столі, а Гейлі готується каструвати його. Джеффу вдається звільнитися, але дівчина застосовує електрошокер. Тепер чоловік сидить на стільці зі зашморгом на шиї. Він знову тікає та потрапляє на дах. Гейлі обіцяє знищити усі докази педофілії, якщо Джефф вчинить самогубство. Він зізнається в причетності до вбивства зниклої дитини та затягує зашморг, а Гейлі каже, що може й не знищить докази та йде.

## У ролях
| Актор           | Роль             |
| --------------- | ---------------- |
| Елліот Пейдж    | Гейлі Старк      |
| Патрік Вілсон   | Джефф Колвер     |
| Сандра О        | Джуді Токуда     |
| Дженніфер Голмс | Джаннель Роджерс |

## Створення фільму

### Виробництво
Зйомки фільму проходили в Бербанку та Лос-Анджелесі, Каліфорнія, США.

### Знімальна група
- Кінорежисер — Девід Слейд
- Сценарист — Браян Нельсон
- Кінопродюсери — Майкл Кодвелл, Девід Гіггінс
- Композитори — Моллі Наймен, Геррі Ескотт
- Кінооператор — Джо Віллемс
- Кіномонтаж — Арт Джонс
- Художник-постановник — Джеремі Рід
- Артдиректори — Фелісіті Ноув
- Художник-декоратор — Кейт Голлідей
- Художник з костюмів — Дженніфер Джонсон
- Підбір акторів — Валері Мак-Кеффрі[2].

## Сприйняття

### Критика
Фільм отримав переважно схвальні відгуки. На сайті Rotten Tomatoes оцінка стрічки становить 68 % на основі 141 відгук від критиків (середня оцінка 6,4/10) і 78 % від глядачів із середньою оцінкою 3,6/5 (105 725 голосів). Фільму зарахований «стиглий помідор» від кінокритиків та «попкорн» від глядачів, Internet Movie Database — 7,1/10 (140 781 голос), Metacritic — 58/100 (30 відгуків від критиків) і 8,1/10 (276 відгуків від глядачів).

### Номінації та нагороди
| Нагороди та номінації фільму «Тверда цукерка» | Нагороди та номінації фільму «Тверда цукерка» | Нагороди та номінації фільму «Тверда цукерка» | Нагороди та номінації фільму «Тверда цукерка» | Нагороди та номінації фільму «Тверда цукерка» | Нагороди та номінації фільму «Тверда цукерка» |
| Рік                                           | Кінофестиваль/кінопремія                      | Категорія/нагорода                            | Номінант                                      | Результат                                     |                                               |
| --------------------------------------------- | --------------------------------------------- | --------------------------------------------- | --------------------------------------------- | --------------------------------------------- | --------------------------------------------- |
| 2005                                          | Міжнародний кінофестиваль в Сіджесі           | Нагорода глядачів                             | Девід Слейд                                   | Перемога                                      |                                               |
| 2005                                          | Міжнародний кінофестиваль в Сіджесі           | Найкращий фільм                               | Девід Слейд                                   | Перемога                                      |                                               |
| 2005                                          | Міжнародний кінофестиваль в Сіджесі           | Найкращий сценарій                            | Браян Нельсон                                 | Перемога                                      |                                               |
| 2006                                          | Премія британського незалежного кіно          | Найкращий іноземний незалежний фільм          | «Тверда цукерка»                              | Номінація                                     |                                               |
| 2006                                          | Кінофестиваль у Довелі                        | Спеціальне гран-прі                           | Девід Слейд                                   | Номінація                                     |                                               |
| 2006                                          | «Золотий трейлер»                             | Найкращий трилер                              | «Тверда цукерка»                              | Номінація                                     |                                               |
| 2006                                          | «Золотий трейлер»                             | Найкращі заголовки в трейлері                 | «Тверда цукерка»                              | Перемога                                      |                                               |
| 2007                                          | Асоціація кінокритиків Остіна                 | Найкраща акторка                              | Елліот Пейдж                                  | Перемога                                      |                                               |